# Хрушиця
Хрушиця (словен. Hrušica) — поселення в общині Ново Место, регіон Південно-Східна Словенія, Словенія. Висота над рівнем моря: 314 м.